# Бігуни

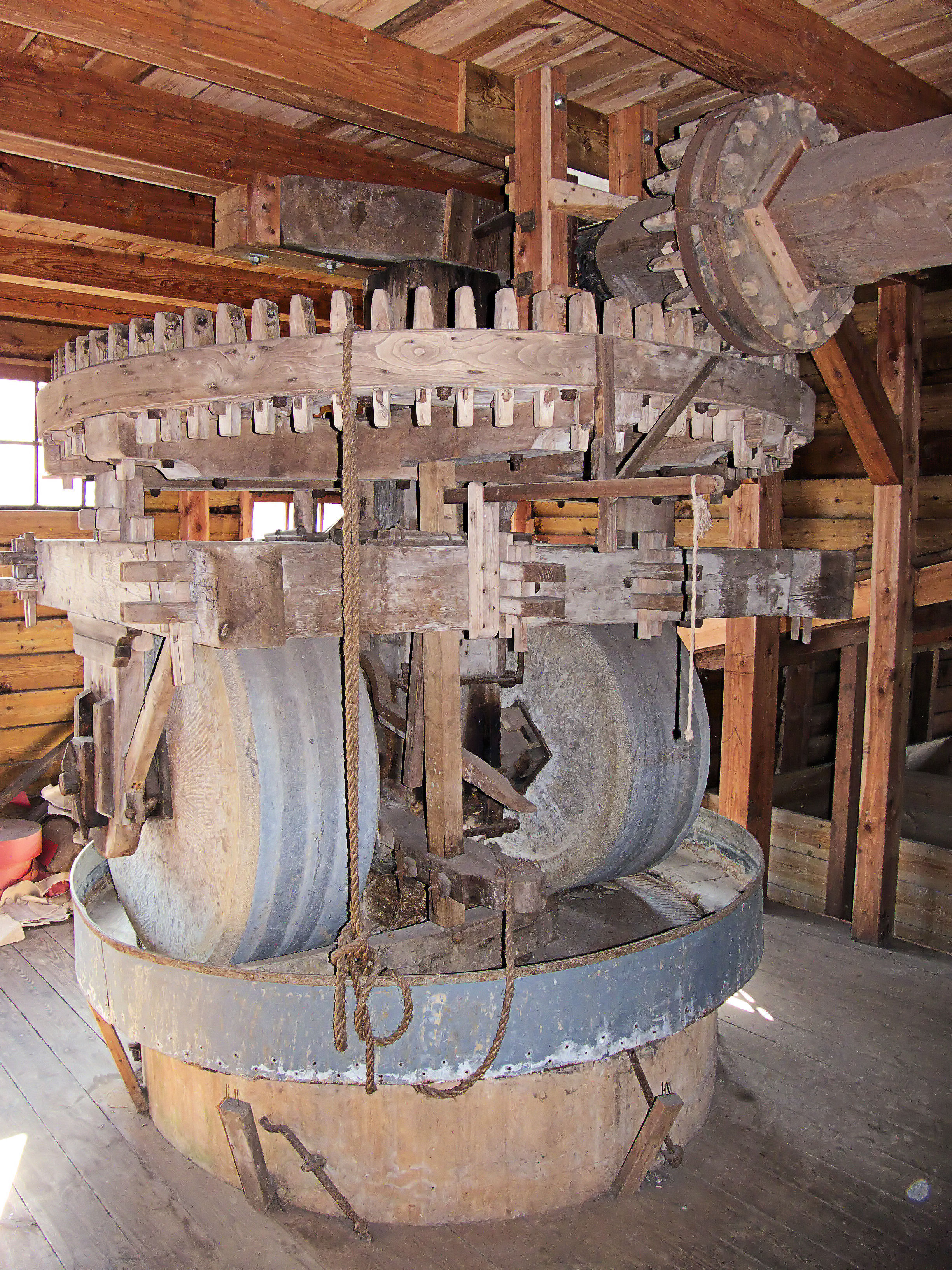
Бігунний млин

Бігуни́ (рос. бегуны, англ. runner, roll, нім. Kollergang) — машина (чавунна чаша з обертовими масивними котками) для тонкого подрібнення та змішування матеріалів шляхом їх роздавлювання та часткового стирання. 

## Загальний опис
Бігуни бувають безперервної та періодичної дії, сухого та мокрого подрібнення. Має масивні обертові котки, що закріплені на хрестовині і котяться по дну чавунної чаші. Продуктивність вітчизняних Б. 0,5-10 т/год (сухе подрібнення) і 10-30 т/год (мокре подрібнення). Найпотужніші закордонні бігуни мають продуктивність до 500 т/год. Бігуни застосовують в гірничорудній промисловості та промисловості будівельних матеріалів, при амальгамації руд, а також в кондитерському виробництві, та інших галузях.